# Frank Kelly Freas
Frank Kelly Freas (27 de agosto de 1922 en Hornell, Nueva York – 2 de enero de 2005 en West Hills, California) fue un dibujante estadounidense de ciencia ficción y fantasía con una carrera de más de 50 años de duración. Creó ilustraciones para múltiples publicaciones como Weird Tales, Astounding y MAD. Falleció en West Hills, California en el año 2005.

## Premios
- Premios Hugo (11)
- Premios Locus (4)
- Premio Frank R. Paul, 1977
- Premio Inkpot, 1979
- Premio Skylark, 1981
- Premio Rova, 1981
- Premio Lensman, 1982
- Premio Phoenix, 1982
- Premio Los Angeles Science Fiction Society Service, 1983
- Premio Neographics, 1985
- Premio Daedalos Life Achievement, 1987
- Premio Art Teacher Emeritus, 1988
- Premio International Fantasy Expo, 1989
- Premios Chesley (3)